# Opel Kadett D
L'Opel Kadett D est un modèle d'automobile compacte d'Adam Opel AG et elle a été construite d'août 1979 à juillet 1984. Elle succède à la Kadett C de et à sa plate-forme T de GM de 1973. Avec ce modèle sur la plate-forme T de GM de 1979, un concept de transmission avec moteur transversal et traction avant a été introduit.
D'un point de vue économique, la Kadett D était l'un des modèles les plus importants de cette époque pour Opel et ses chiffres de vente étaient plus proches de la Volkswagen Golf, qui connaissait un grand succès dans cette catégorie.
À partir d'août 1984, elle a été remplacée par sa successeur, l'Opel Kadett E.

## Historique du modèle

### Général
Avec la Kadett D, Opel propose pour la première fois une voiture à traction avant. Le moteur était situé transversalement au sens de marche et entraînait les roues avant via un différentiel à engrenages verrouillé.
La Kadett D était proposée en quatre styles de carrosserie :
- Berline avec un petit hayon (deux ou quatre portes)
- Berline avec un grand hayon (trois ou cinq portes)
- Break (Caravan) trois ou cinq portes
- Fourgon trois portes et sans vitres latérales arrière (à partir de septembre 1983)

Une particularité était que les modèles à hayon étaient disponibles avec deux variantes de hayon différentes : le petit hayon était standard, il était reconnaissable à deux charnières extérieures sous la lunette arrière et à une plage arrière fixe. Un grand hayon était disponible moyennant des frais supplémentaires, il était fixé au bord du toit et avait une lunette arrière intégrée plus grande. Ici, la plage arrière se relevait à l'ouverture du coffre. Beaucoup plus de véhicules trois et cinq portes ont été vendus que de véhicules deux ou quatre portes.

### Variantes

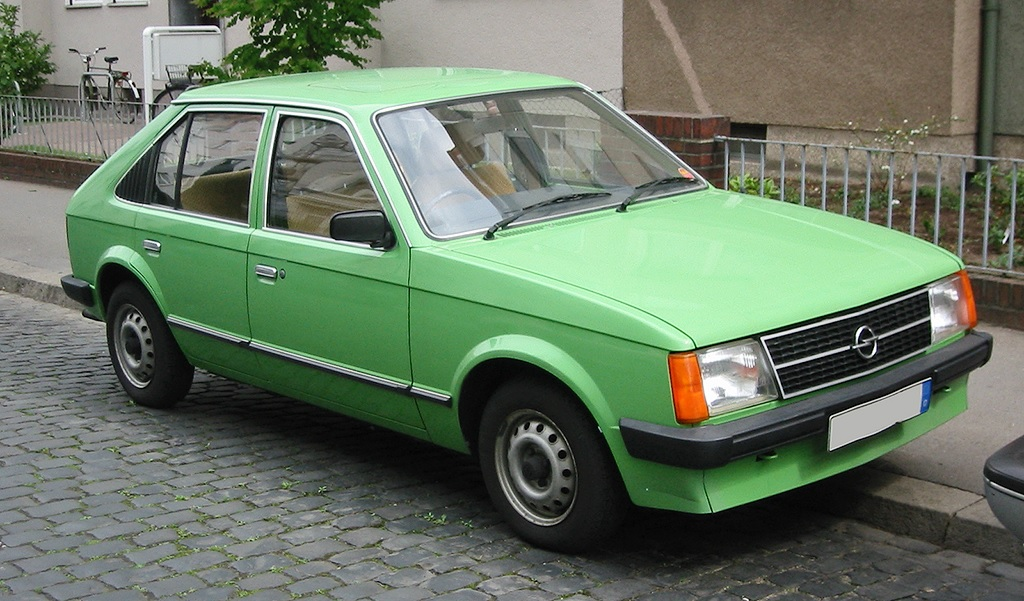
Kadett avec grand hayon
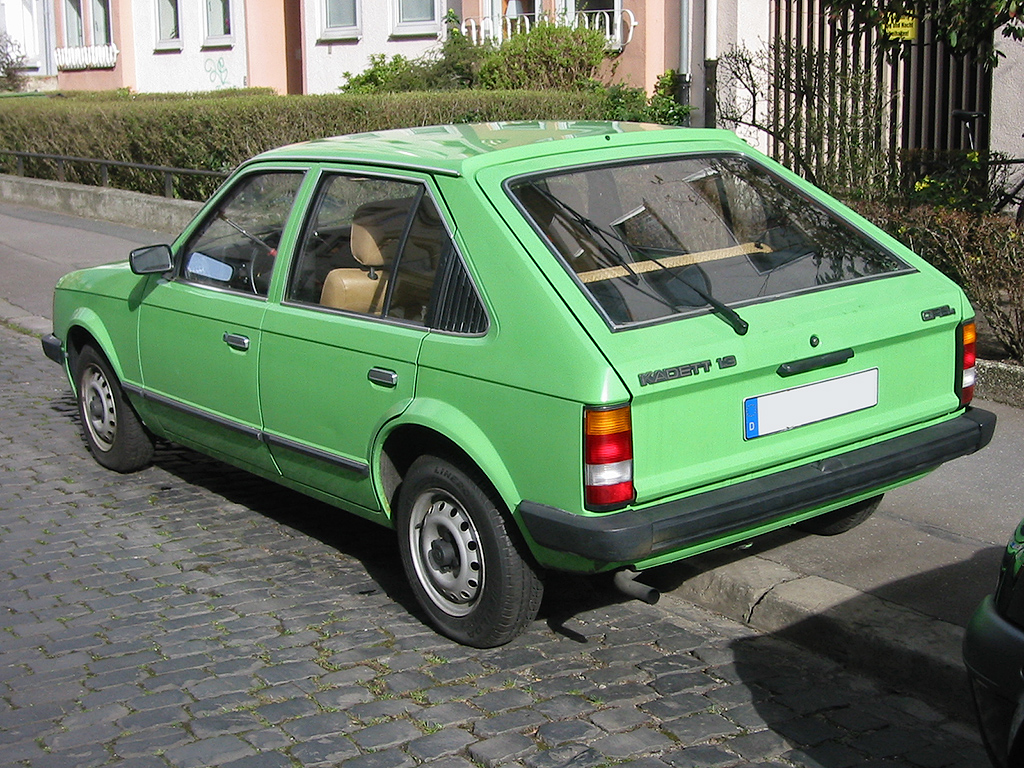
Kadett avec grand hayon
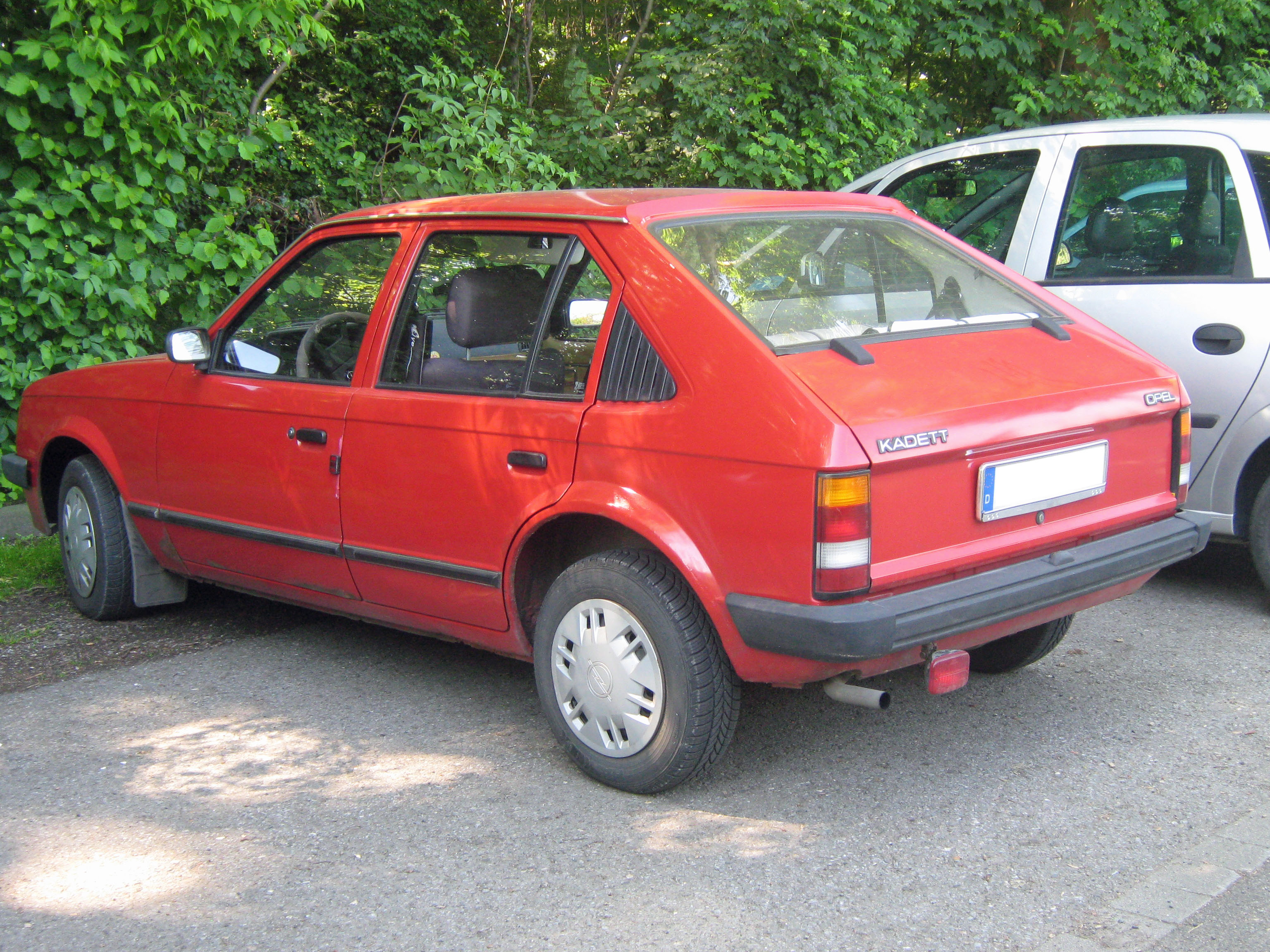
Kadett avec petit hayon
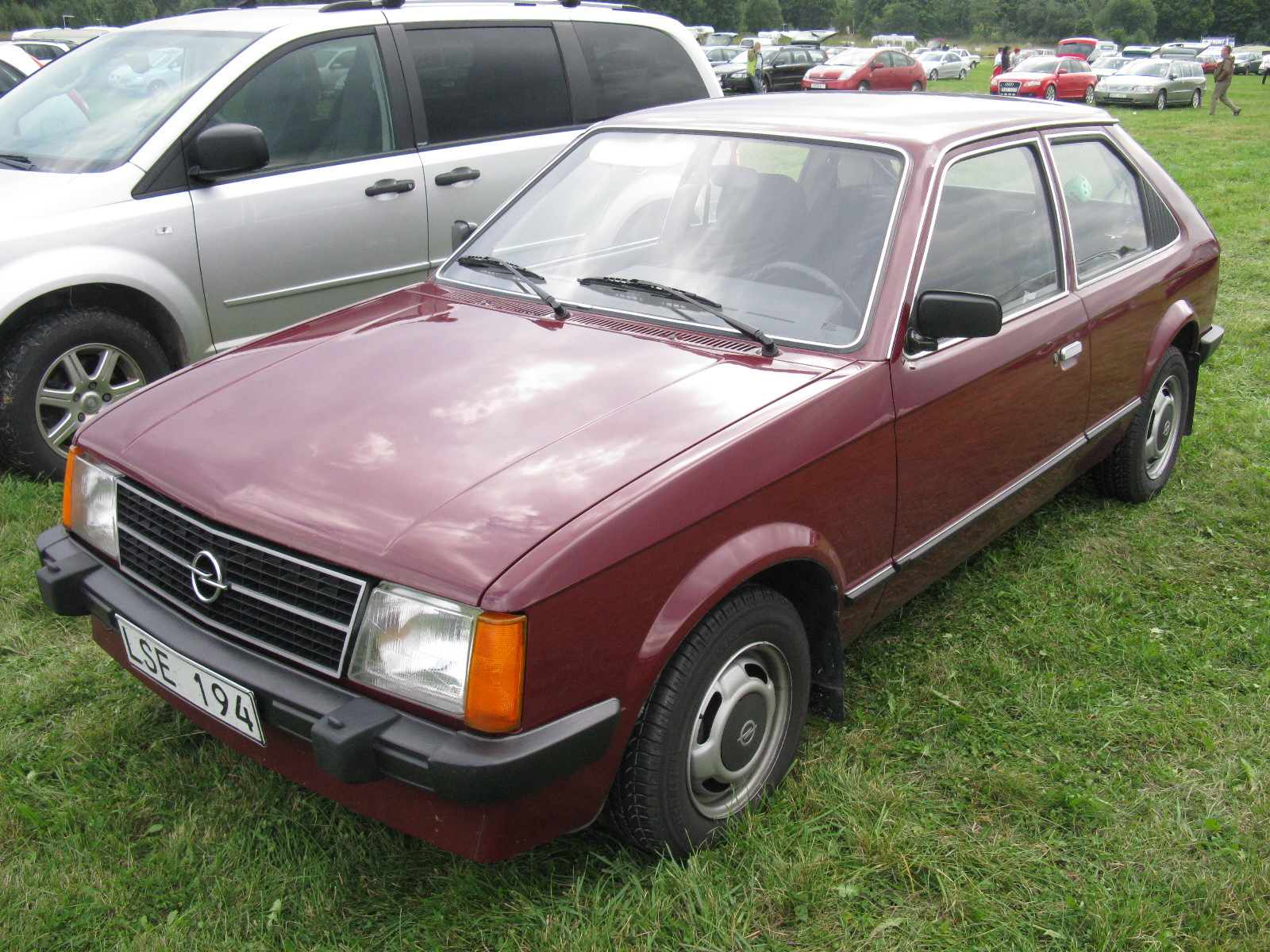
Opel Kadett 3 portes
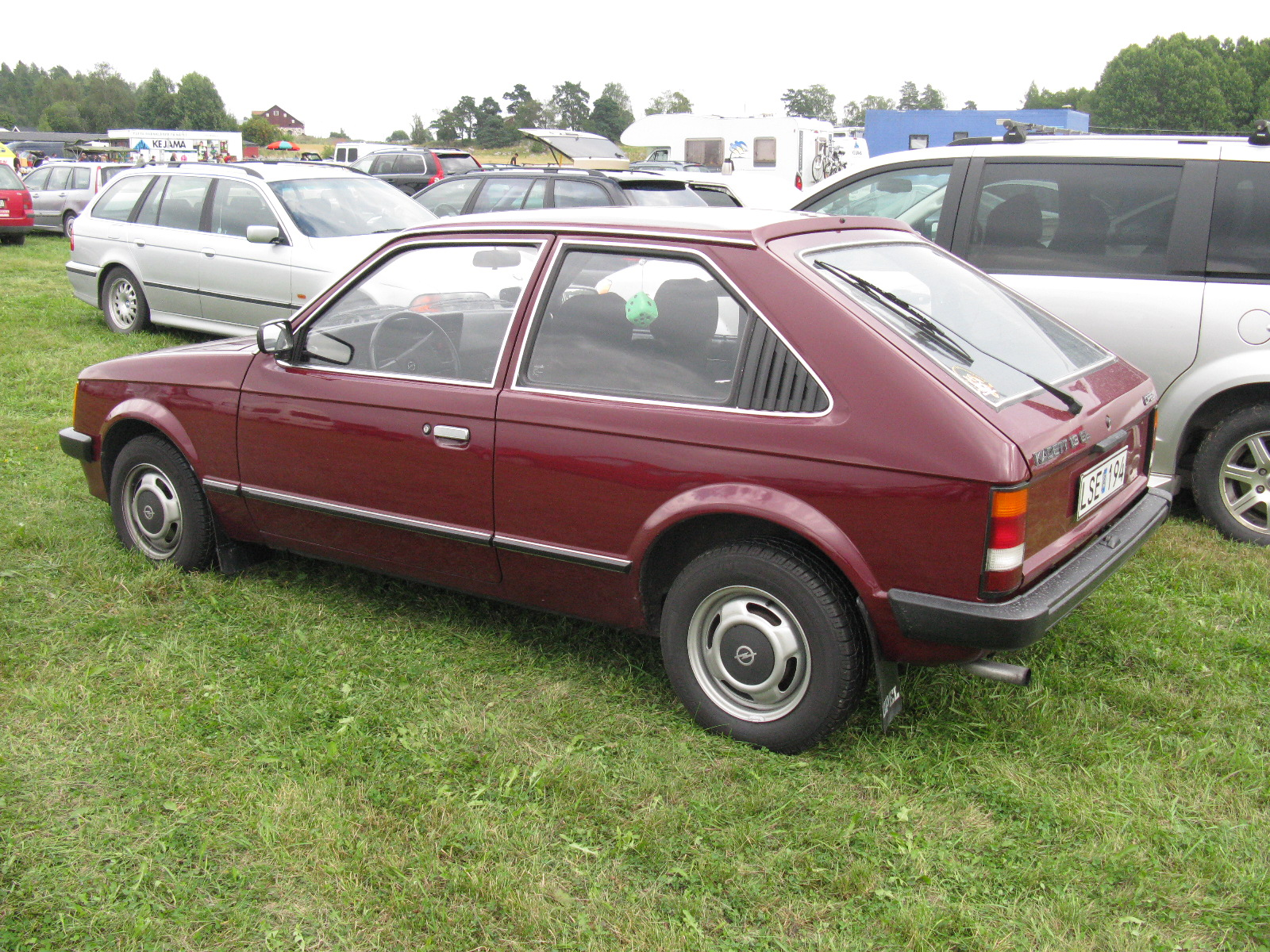
Opel Kadett 3 portes
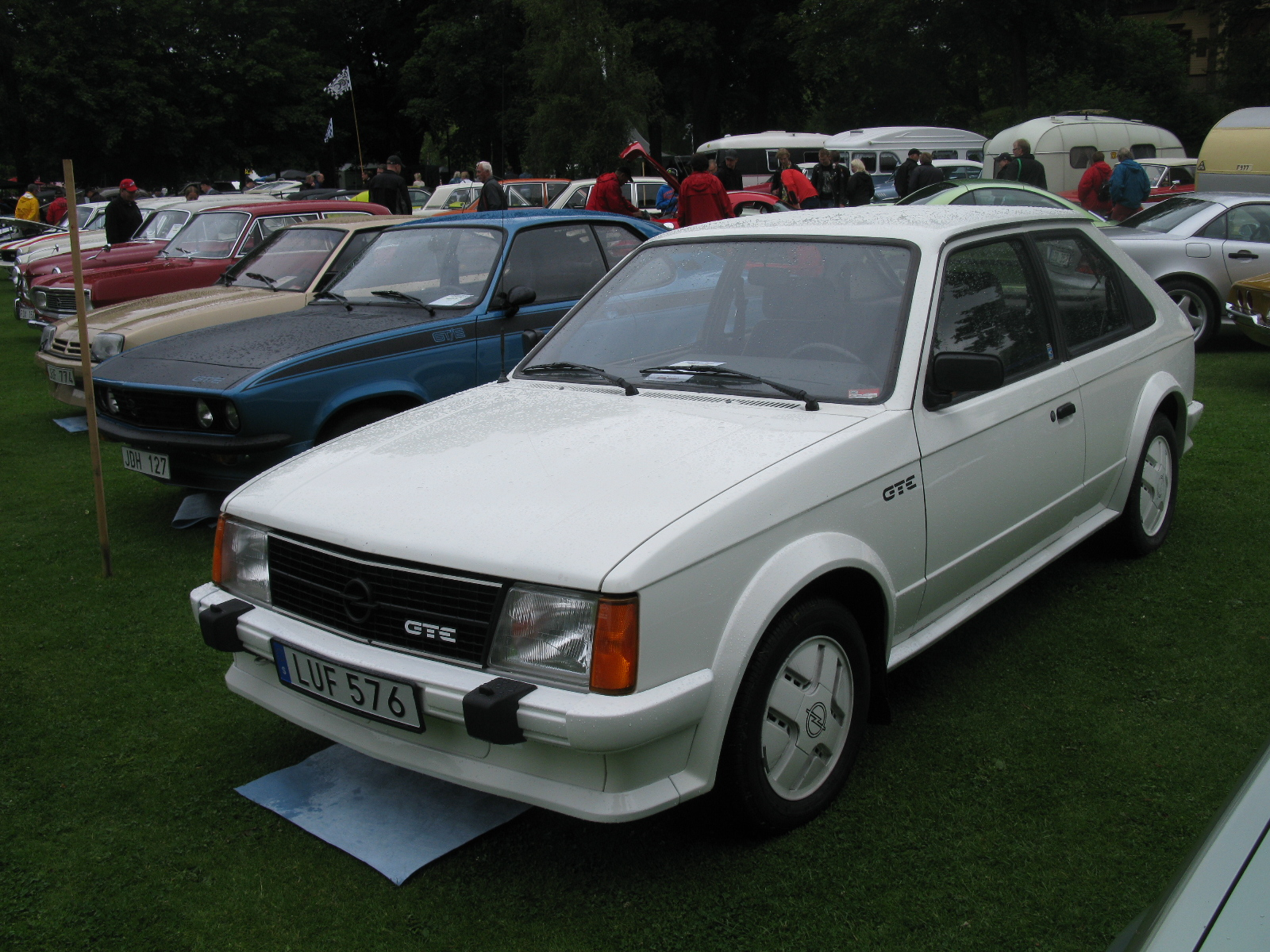
Opel Kadett GTE (1983–1984)
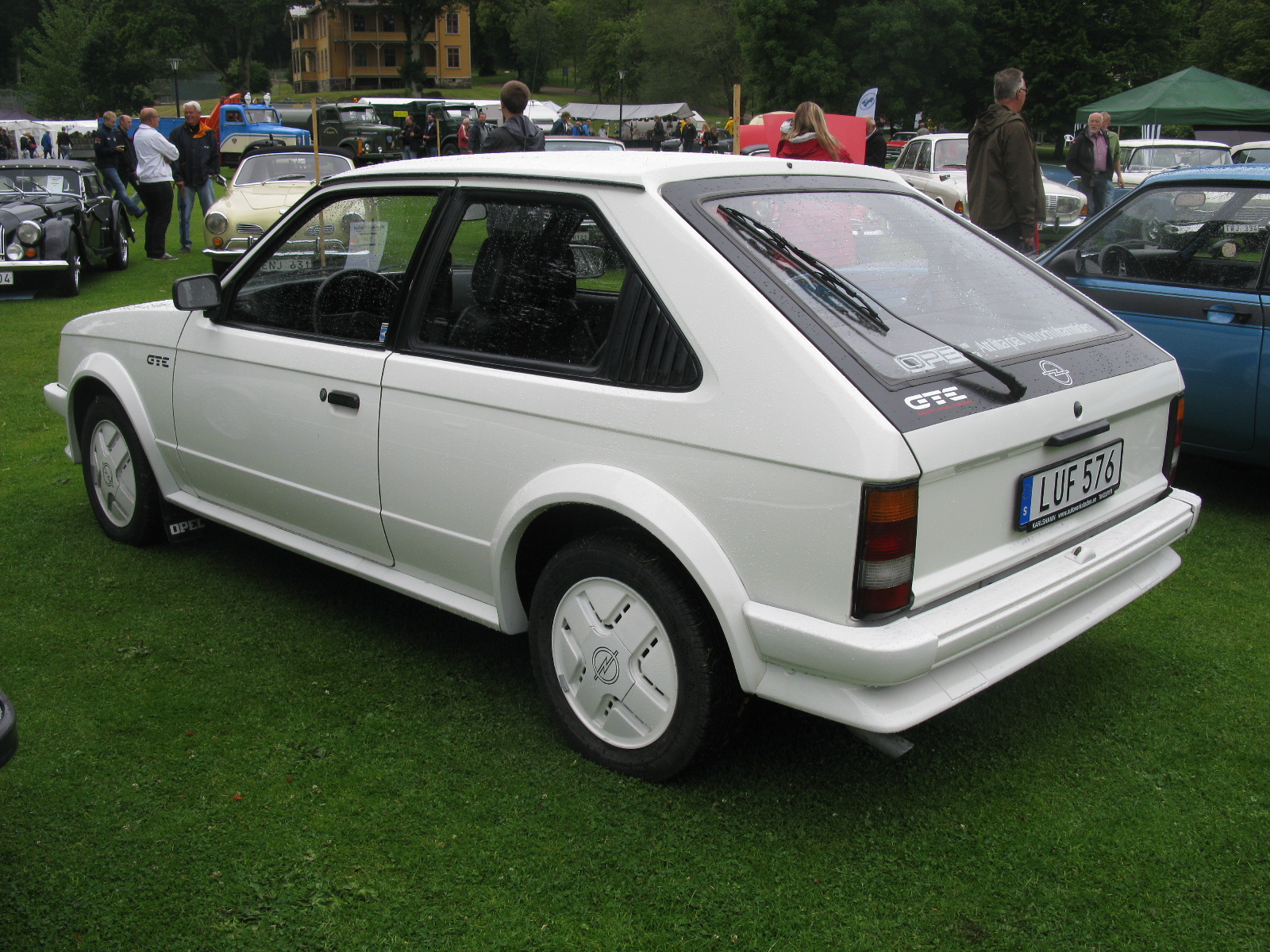
Opel Kadett GTE (1983–1984)
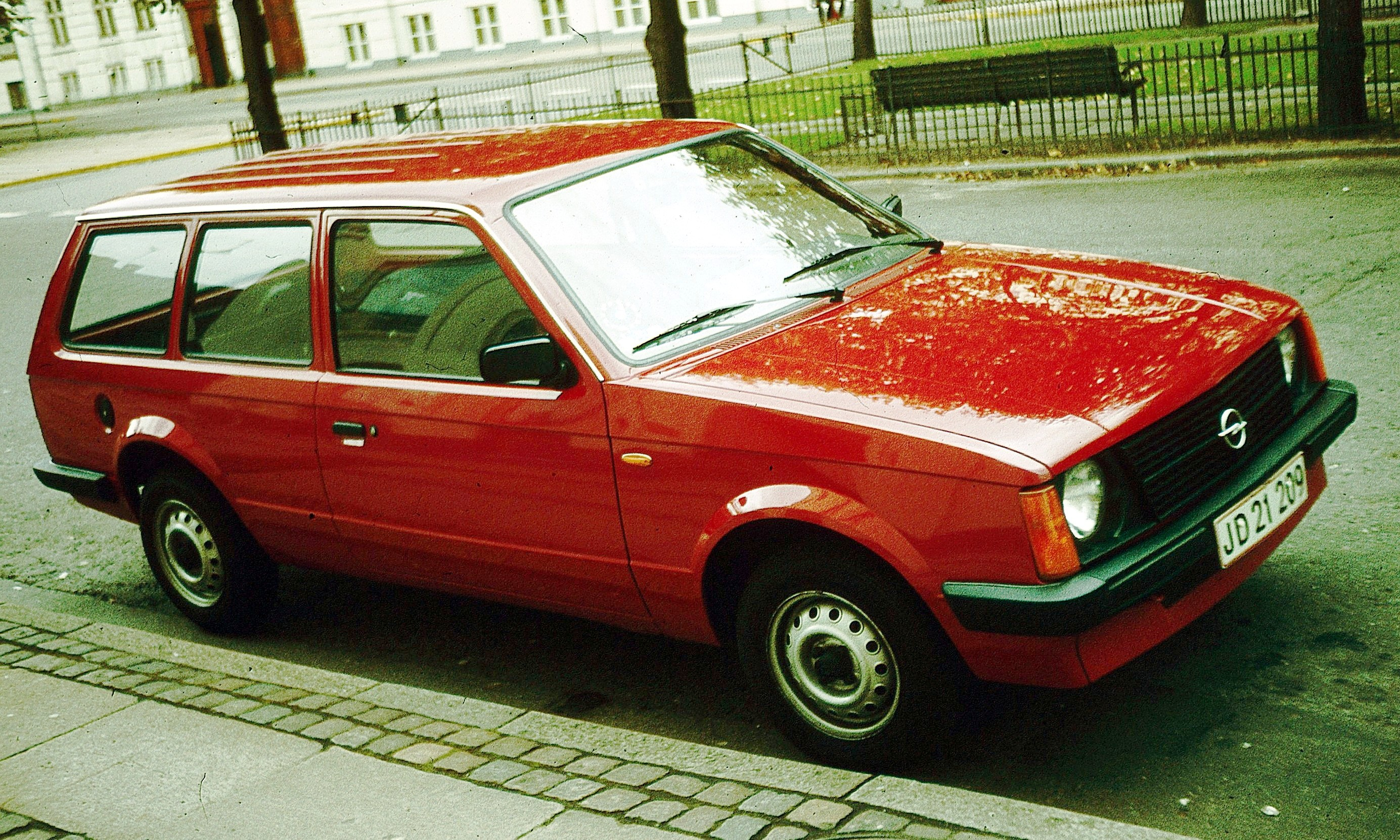
Opel Kadett Caravan 3 portes (1979–1984)
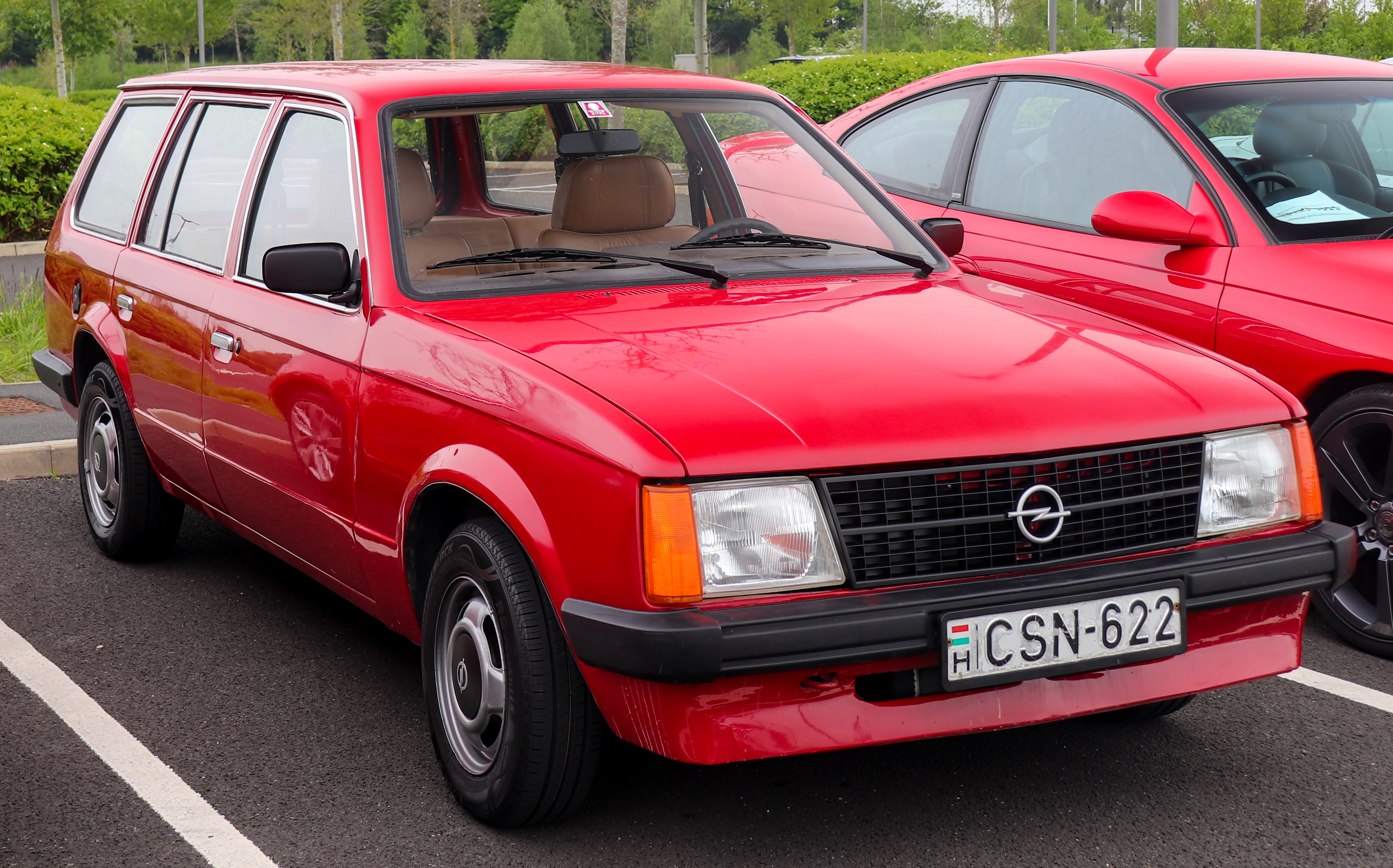
Opel Kadett Caravan 5 portes (1979–1984)
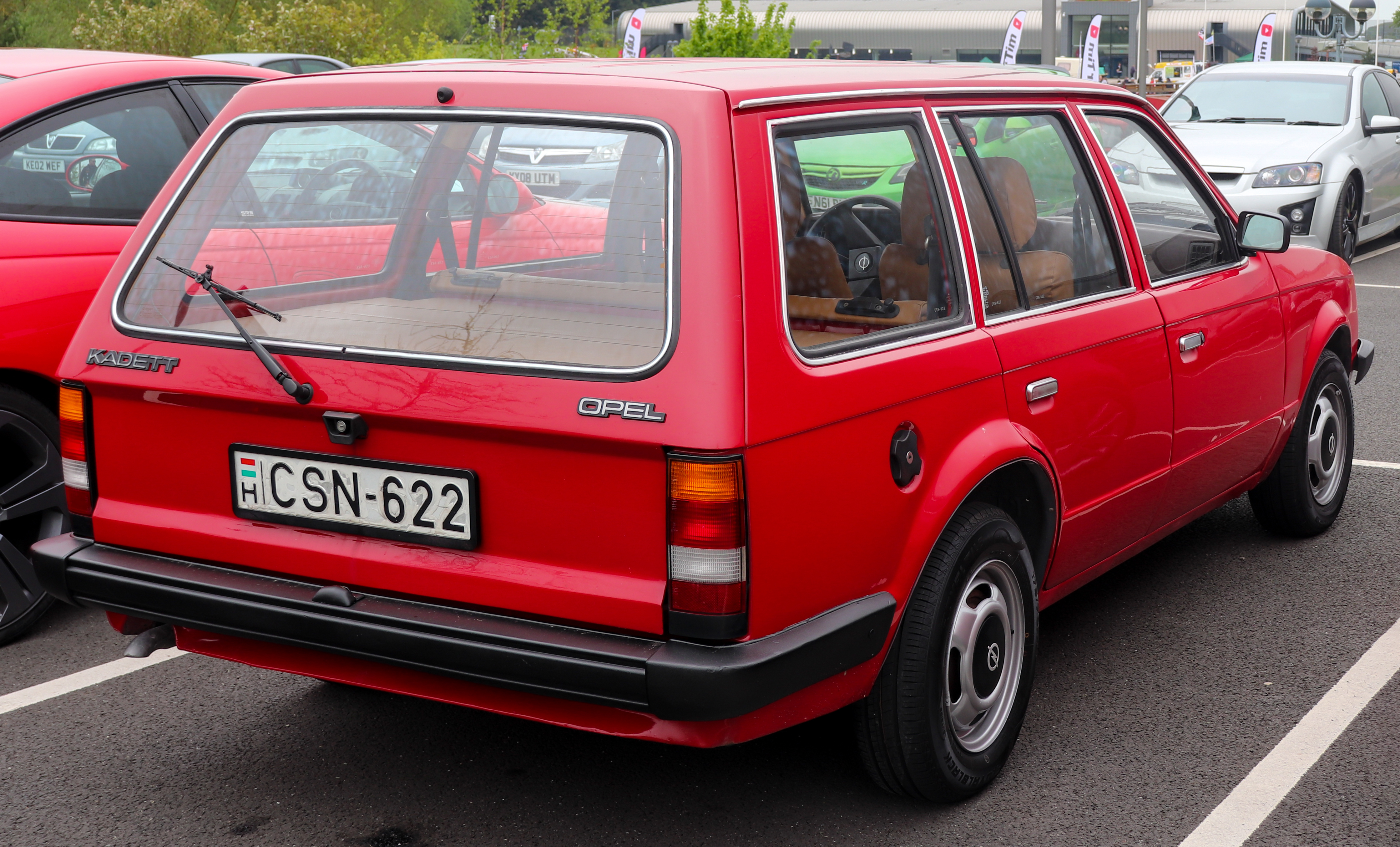
Opel Kadett Caravan 5 portes (1979–1984)

## Variantes

### Variantes d'équipement

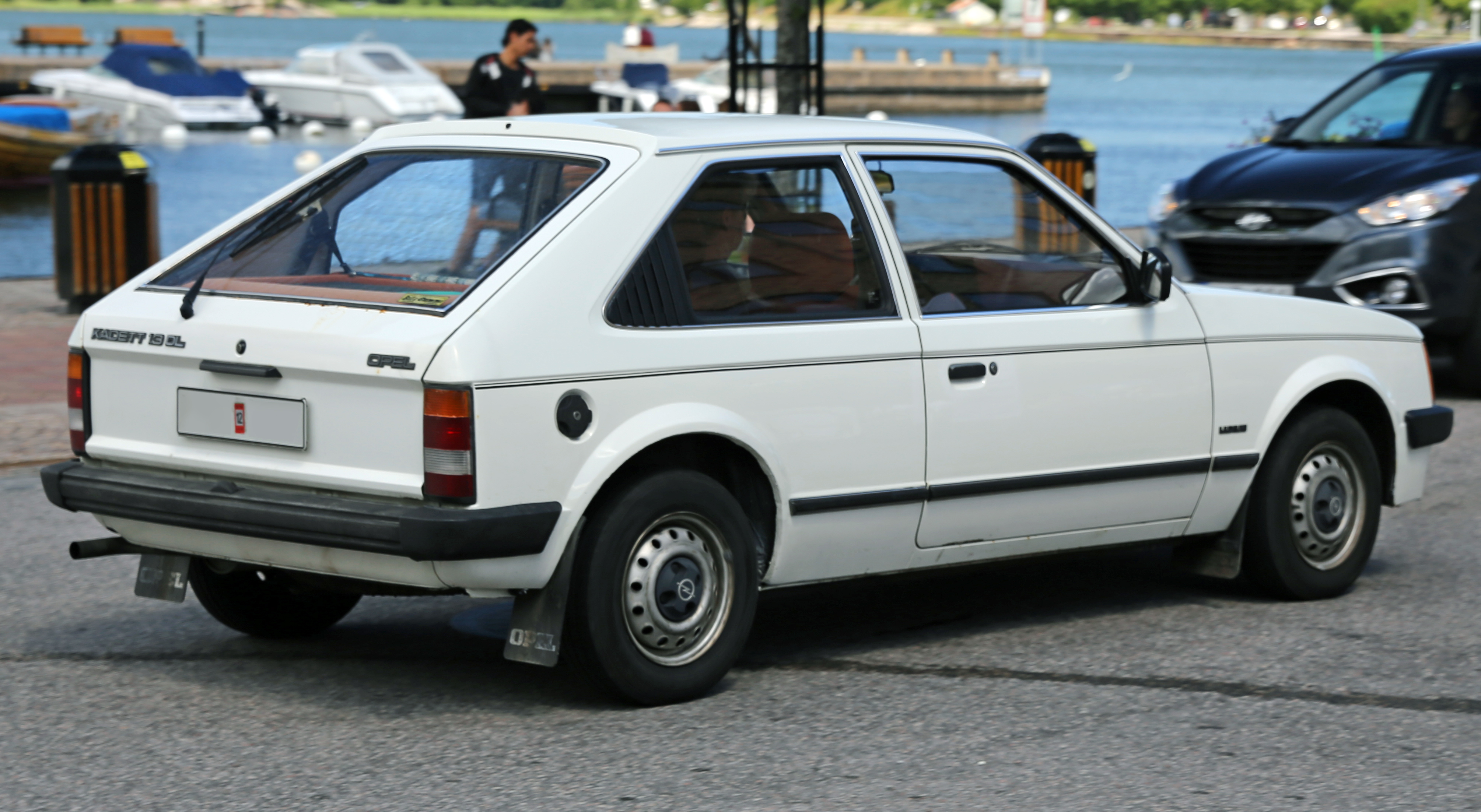
Opel Kadett Luxus 1.3 DL (1983)

L'Opel Kadett D était proposée dans les variantes d'équipement suivantes :
- Berline
  - Kadett (standard)
  - Kadett Luxus ou De Luxe (sans lettrage Luxus jusqu'en 8/81)
  - Kadett Berlina
  - Kadett SR
  - Kadett GTE (à partir de 3/83)

- Break
  - Kadett Caravan (standard)
  - Kadett Caravan Luxus (sans lettrage Luxus jusqu'en 8/81)
  - Kadett Voyage (à partir de 3/80)
  - Kadett Voyage Berlina (à partir de 3/80, seulement en cinq portes)

- Modèles spéciaux
  - Kadett Pirsch (à partir de 9/81 en tant que combinaison tout-terrain pour le break)
  - Kadett J (à partir de 10/81, également disponible avec moteurs diesel et en tant que Caravan à partir de 9/83)
  - Kadett GLS (à partir de 9/83, également disponible en tant que Caravan cinq portes)
  - Kadett Corsa (n'étaient disponibles qu'en Schwarz, Rot et Braun), celle-ci était décorée de bandes latérales dorées et de l'inscription Corsa. Celle-ci n'a été vendue que jusqu'à ce qu'Opel commercialise la plus petite Corsa A.

### Kadett SR

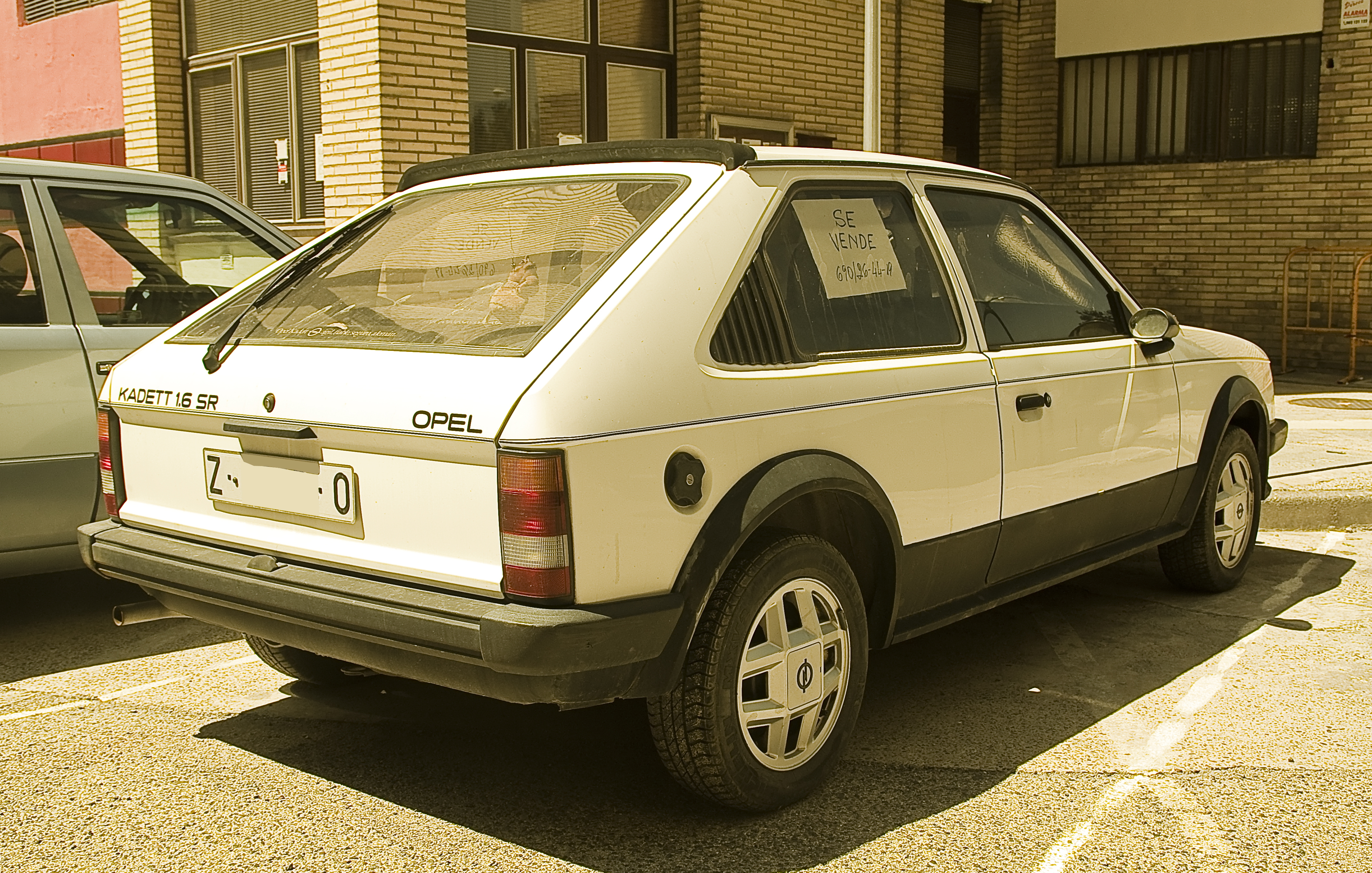
Opel Kadett SR 1.6 (1982)

La Kadett SR n'était disponible qu'avec les moteurs 1.3 S et 1.6 S. La partie inférieure de la carrosserie était recouverte d'un film noir mat jusqu'à la hauteur des pare-chocs. Des élargisseurs d'ailes noirs, des spoilers avant, des jantes en alliage léger et, à partir de 9/81, des bandes de bas de caisse noires ont également été installés. À partir d'avril 1983 environ, les jantes en aluminium étaient soumises à un supplément; à partir de ce moment-là, des jantes sport en acier de 14" étaient la norme.
À l'intérieur, l'équipement SR se distinguait des autres variantes d'équipement par des sièges sport de Recaro et des instruments supplémentaires dans le combiné d'instrumentations. Tous les modèles SR jusqu'à l'année modèle 1981 avaient des panneaux de porte de la version standard. À partir de l'année modèle 1982, dans le cadre d'une mise à niveau plus importante du modèle, ceux-ci ont été remplacés par les panneaux de porte du modèle «Luxus», qui ont désormais été agrandis vers le bas.
La SR était généralement livrée en version trois portes, mais elle était également disponible en version deux portes avec le petit hayon jusqu'en août 1981 et également en version cinq portes à partir de septembre 1982. Cependant, les moteurs 1.3 S de 55 kW/75 ch présentaient une faiblesse moteur notoire. Des défauts étaient régulièrement constatés, notamment au niveau des arbres à cames. Ce problème (durcissement insuffisant) s'est également produit pour le moteur 1.3 N au cours des premières années de construction, mais il a été rapidement éliminé dans le cadre des mesures de révision, et les propriétaires concernés pouvaient également espérer la bonne volonté d'Opel.
En 1982, une variante diesel de la Kadett SR fut proposée sur le marché italien. Cette version, baptisée SRD Diesel, était équipée du moteur diesel de 1,6 L.

### Kadett GTE

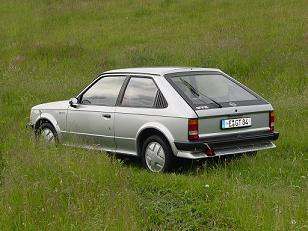
Opel Kadett GTE (1983–1984)

Début 1983, la Kadett GTE équipée d'un moteur de 85 kW (115 ch) est introduite. Son moteur à injection de 1,8 litre faisait partie de la nouvelle génération de moteurs OHC avec culasse en alliage léger et compensation hydraulique du jeu des soupapes, créée sur les nouvelles lignes de production de l'usine de composants de Kaiserslautern.
La variante GTE différait extérieurement par le fait qu'elle avait des extensions, des moulures de bas de caisse, un becquet avant et les rétroviseurs extérieurs peints dans la couleur du véhicule, un film noir autour de la lunette arrière et les jantes en alliage léger de couleur argent de l'Ascona C SR et de la Kadett SR, sortie un an plus tôt.
La GTE n'a été produite que pendant un peu plus d'un an. Environ 36 300 unités ont été produites dans les usines de Bochum et d'Anvers (Belgique), dont environ les deux tiers étaient des véhicules avec conduite à gauche.
L'intérieur de la GTE comportait des sièges sport de Recaro en velours fin gris, d'un volant sport avec emblème GTE sur le bouton du klaxon et d'affichages supplémentaires dans le combiné d'instrumentations. De plus, un compteur de vitesse avec une échelle allant jusqu'à 220 km/h était réservé exclusivement à la GTE. Dans tous les autres modèles, l'échelle du compteur de vitesse s'étendait jusqu'à 200 km/h.
La Kadett GTE avait aussi un amortisseur de direction, un amortisseur de changement de vitesse sur la transmission, une carrosserie abaissée, des amortisseurs à pression de gaz et des frein à disque ventilés à l'avant. Comme les modèles SR, elle était proposée avec trois ou cinq portes.
En tant que client, vous pouviez choisir entre les couleurs Polarweiß, Karminrot, Silber et Schwarz, tandis que tous les autres modèles disposaient de la gamme de couleurs complète. Lorsqu'elles sont peintes en blanc, les pare-chocs et les coins des pare-chocs sont entièrement apprêtés et peints dans la couleur du véhicule. Les jantes en alliage léger sont également peintes dans la couleur de la carrosserie lorsqu'elles sont peintes en blanc. Tous les autres modèles GTE avaient des pare-chocs noirs et des jantes en alliage argenté.
En raison de sa sensibilité à la rouille et des orgies de réglage des années 1980 et 1990, la Kadett D GTE n'est plus que très rarement trouvée en bon état d'origine. Les GTE bien conservées avec une note d’état de 1 à 2 sont rarement proposées et se négocient beaucoup plus haut que ne le suggèrent les listes de notation des youngtimer.

## Technologie

### Général
Les moteurs OHC installés dans la Kadett D ont été nouvellement développés et ont été utilisés dans l'Ascona B à partir de février 1979. Avec une culasse à flux transversal en métal léger et un arbre à cames en tête, ils atteignaient à l'époque le standard technique en matière de construction de moteurs de voitures particulières. Le résultat de ces deux sauts technologiques a été des chiffres de vente plus proches de ceux de la Volkswagen Golf, présente sur le marché avec ce concept depuis 1974.
À partir de mai 1981, une Kadett D équipée du nouveau moteur OHC était également disponible avec, en option, une transmission automatique à 3 vitesses. La transmission automatique n'était disponible pour les modèles à moteurs diesel qu'à partir de septembre 1982.

### Moteurs essence
L'Opel Kadett D était proposée avec les moteurs suivants :
- 1.0 N OHV de 29 kW/40 ch, jusqu'en 8/81, chiffres de production très faibles (10 unités)
- 1.0 S OHV de 37 kW/50 ch, jusqu'en 8/81, uniquement pour l'exportation, par exemple en Italie
- 1.2 N OHV de 39 kW/53 ch, jusqu'en 8/82
- 1.2 S OHV de 44 kW/60 ch, à partir de 11/79
- 1.2 S OHC de 40 kW/55 ch, à partir de 1982, faible quantité
- 1.3 N OHC de 44 kW/60 ch, de série pour le Voyage et le Voyage Berlina
- 1.3 S OHC de 55 kW/75 ch, de série pour la SR
- 1.6 S OHC de 66 kW/90 ch, à partir de 8/81, pas pour la Kadett Pirsch
- 1.8 E OHC de 85 kW/115 ch, uniquement pour la GTE

### Moteur diesel
- 1.6 D OHC de 40 kW/54 ch, à partir de 2/82, pas pour la «Pirsch» et la SR. Ce moteur à chambre de turbulence a été développé à partir du moteur essence 1.6 S.

## Modèles identiques
En Grande-Bretagne, la Kadett D était proposée sous le nom de Vauxhall Astra (Bedford Astravan pour le fourgon de livraison). L'Astra se différenciait essentiellement de la Kadett par sa conduite à droite et d'autres emblèmes. Ce modèle n'était pas disponible en Europe continentale. La Vauxhall était initialement également produite à Bochum. La production a été transférée à Ellesmere Port en 1981 et s'y est poursuivie jusqu'en août 1986, soit deux ans de plus que la Kadett D sur le continent.

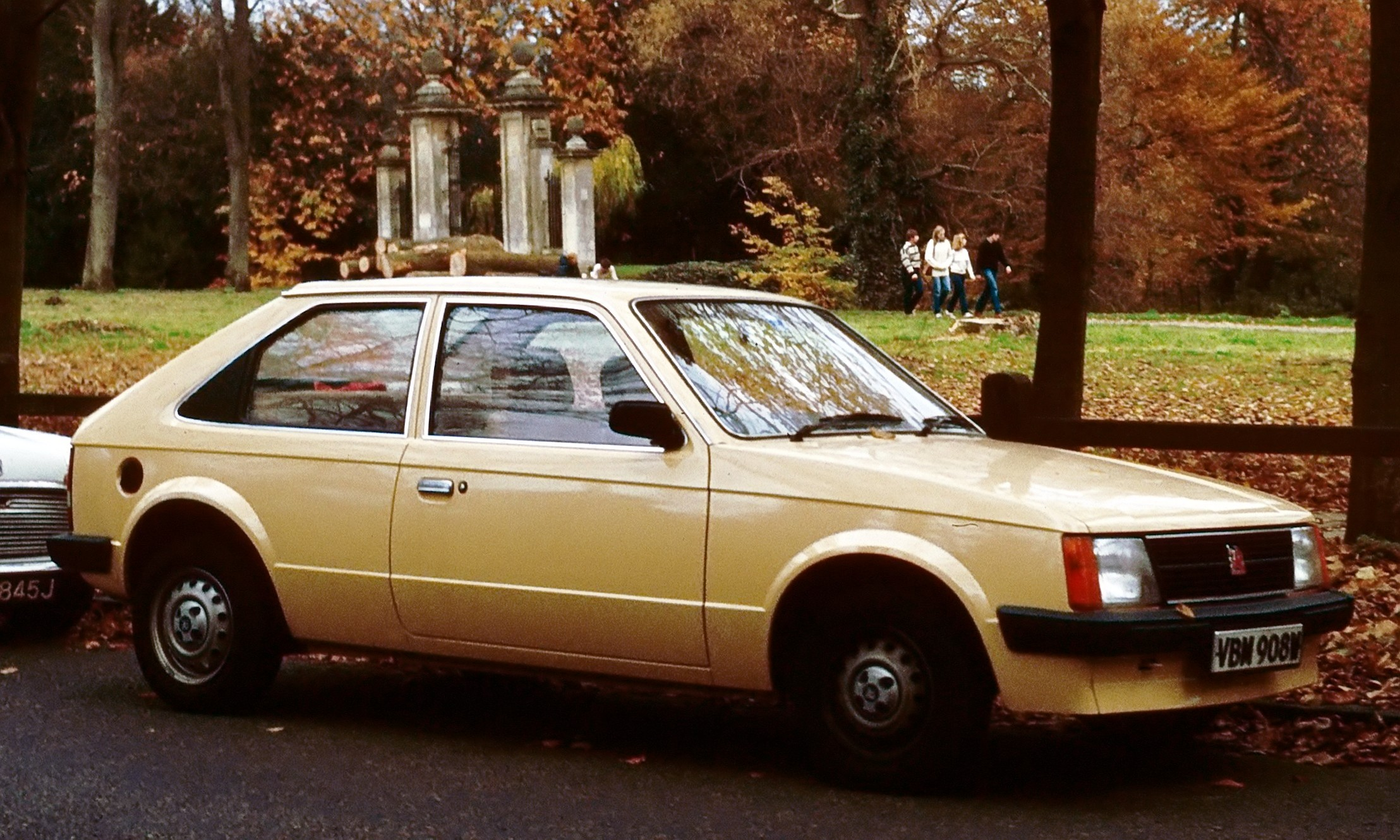
Vauxhall Astra Mk1 (1979–1986)
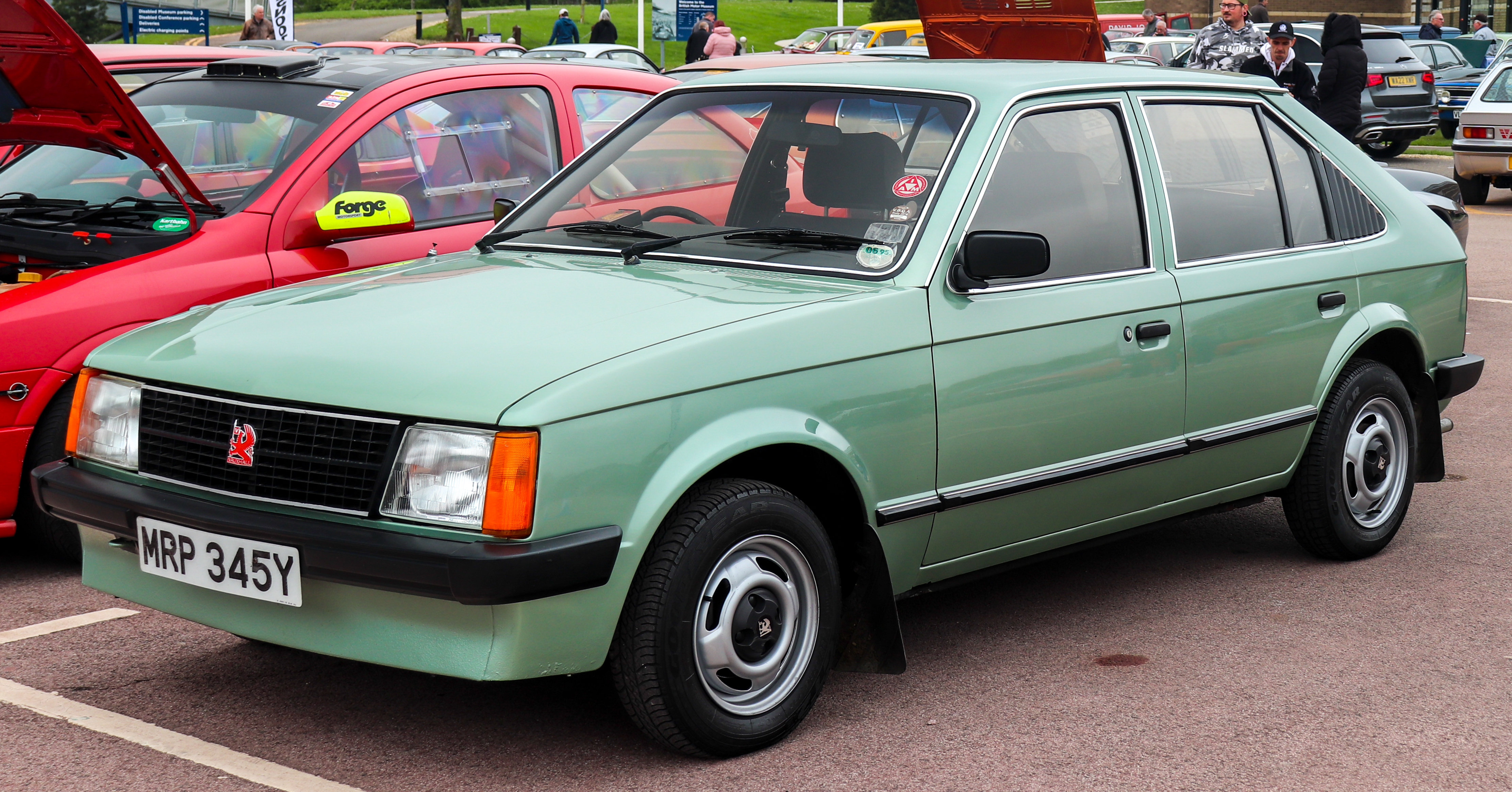
Vauxhall Astra GL
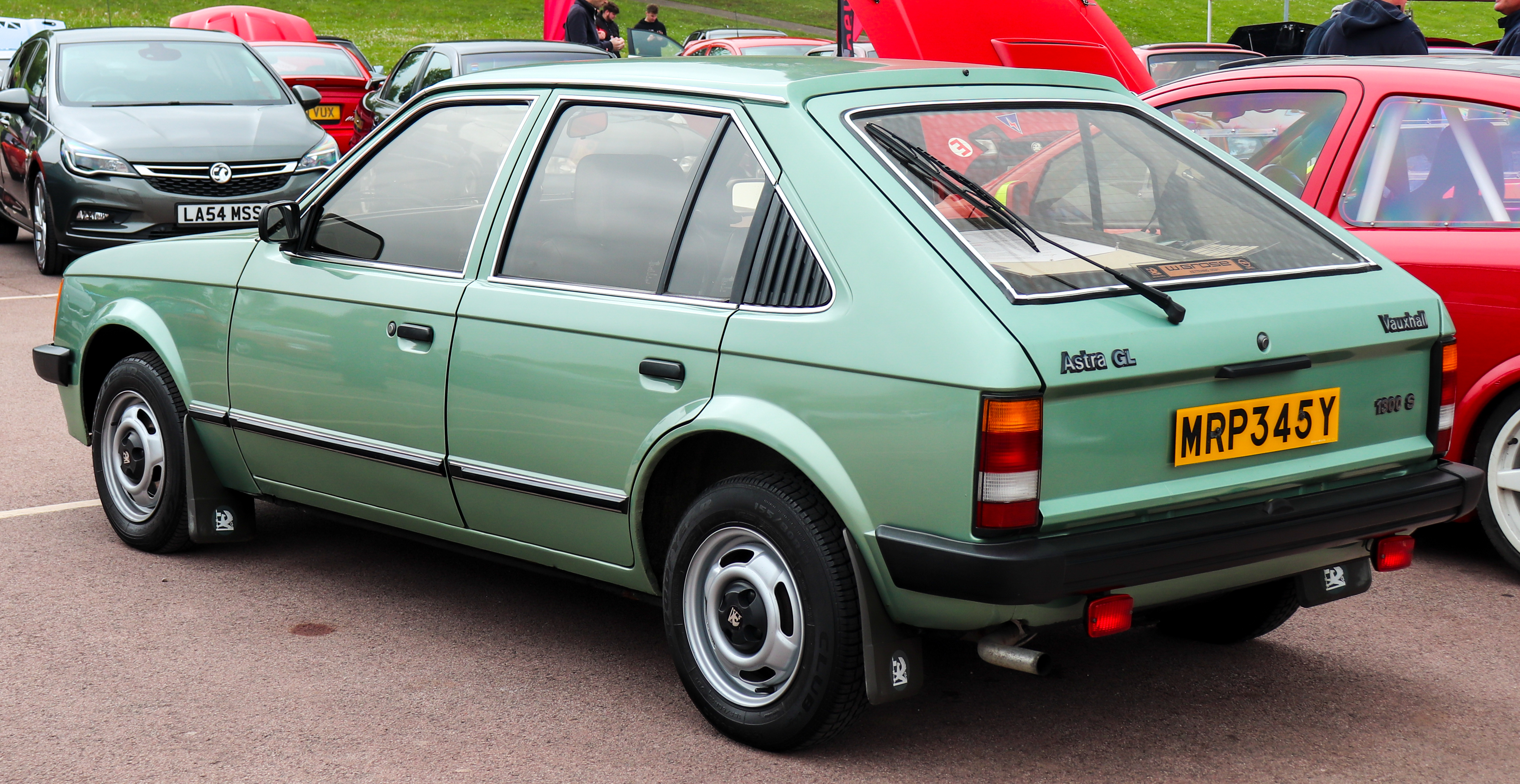
Vauxhall Astra GL
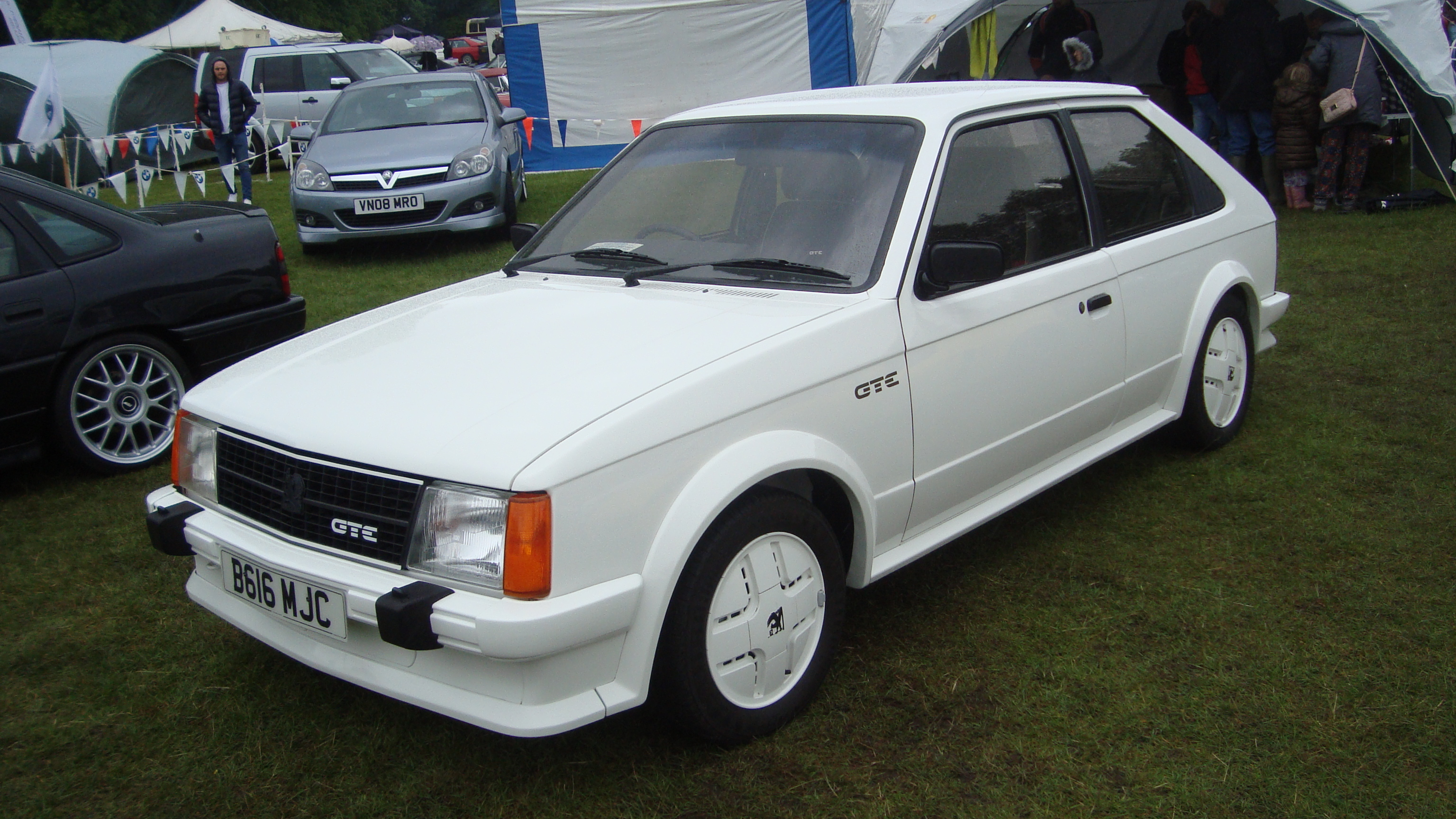
Vauxhall Astra GTE
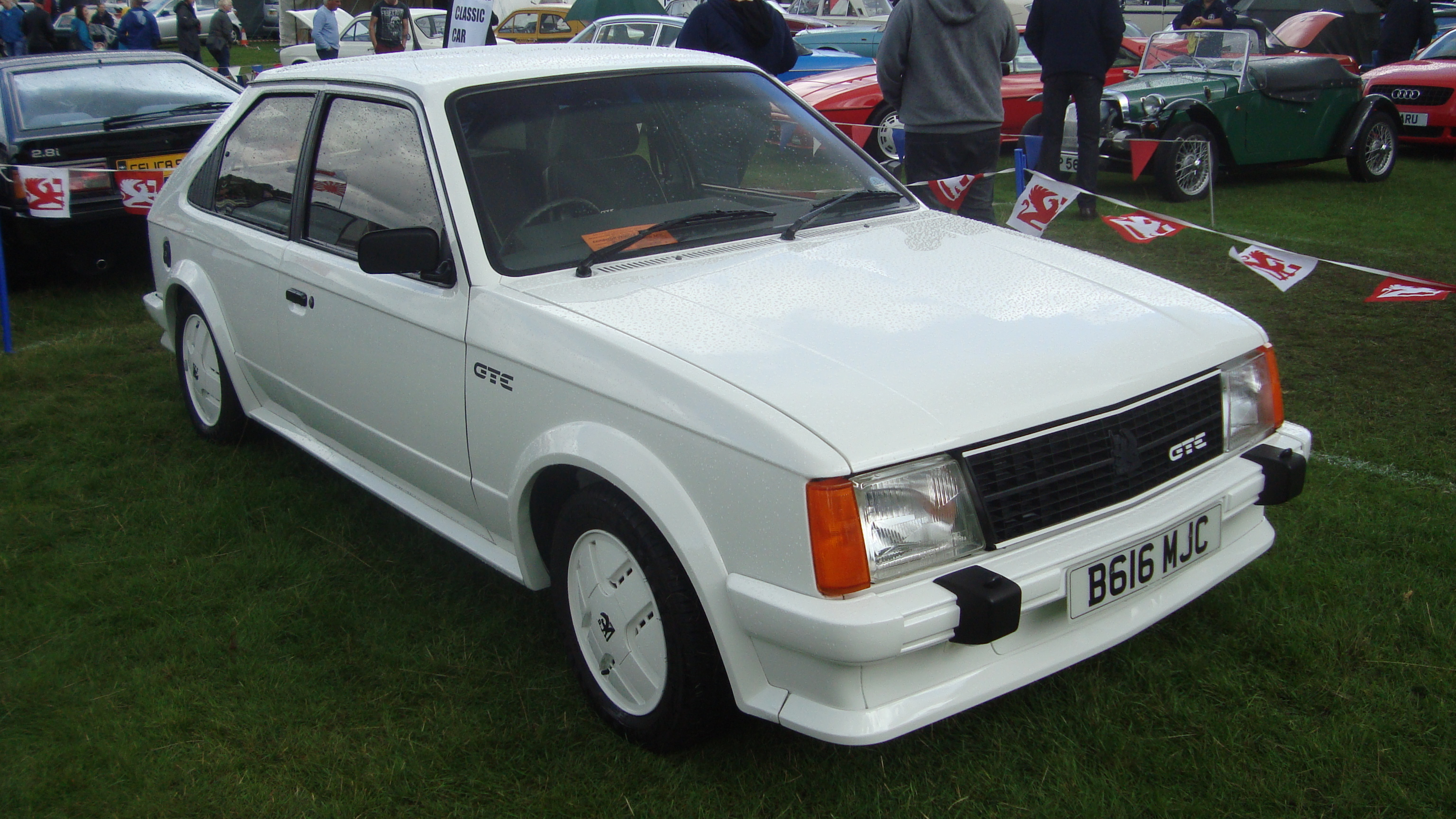
Vauxhall Astra GTE

Mais il y avait quelques différences. La Vauxhall Astra D était proposée aux côtés de la Vauxhall Chevette jusqu'en 1982, disponible en Allemagne sous le nom d'Opel Chevette. Lors de son introduction en août, le moteur 1.3 S OHC était le moteur le plus puissant produit jusqu'en septembre 1984, comme pour la Kadett D. Le moteur 1.2 N OHV de 53 ch (39 kW), le moteur 1.2 S OHV de 60 ch (44 kW) et le moteur 1.3 N OHC ont également été installés dans l'Astra, cependant, ces modèles ont un carburateur Dell'Orto au lieu d'un carburateur Solex.
Mais les styles de carrosserie étaient les mêmes. Le moteur 1.6 S a suivi en septembre 1981, qui a également été introduit dans la Kadett D en même temps, et qui a été le premier moteur de la gamme OHC «Bigblock». Cela produisait 90 ch (66 kW) et les modifications apportées au châssis et aux freins constituaient la base des modèles GTE ultérieurs. Parallèlement à l'arrêt de la production de la Chevette, de nouvelles variantes de moteur ont été ajoutées à la gamme Astra D.
Il s'agissait notamment du moteur 1.2 S OHC de 60 ch (44 kW), qui, comme le moteur 1.3 S, a été produit jusqu'en septembre 1984, et du moteur 1.6 D OHC, qui est également apparu dans la Kadett D en même temps, mais qui est ici resté jusqu'à la fin. Conformément au principe modulaire de Vauxhall/Opel, de nombreux composants du moteur 1.6 S OHC ont été adoptés lors du développement du moteur diesel.
En mars 1983 - en même temps que la Kadett GTE - la version sportive, l'Astra GTE, est présentée sur l'île. Il y avait de nombreuses similitudes, comme le moteur 1.8 E à injection LE Jetronic de Bosch, mais aussi de petites différences au niveau de l'équipement. L'Astra GTE était livrée de série avec des systèmes de nettoyage des phares, deux feux antibrouillard arrière et des fenêtres d'aération latérales, mais avait des rétroviseurs extérieurs standard. Sur la Kadett GTE, ces extras étaient soumis à un supplément, mais les rétroviseurs extérieurs sport étaient de série, comme sur les variantes SR.
À partir de septembre 1984, vous ne pouviez choisir que parmi trois moteurs OHC "Bigblock", le moteur essence 1.6 S de 90 ch (66 kW), le moteur diesel 1.6 D de 54 ch (40 kW) et le puissant moteur de la GTE de 115 ch (85 kW).

## Conversions en cabriolet

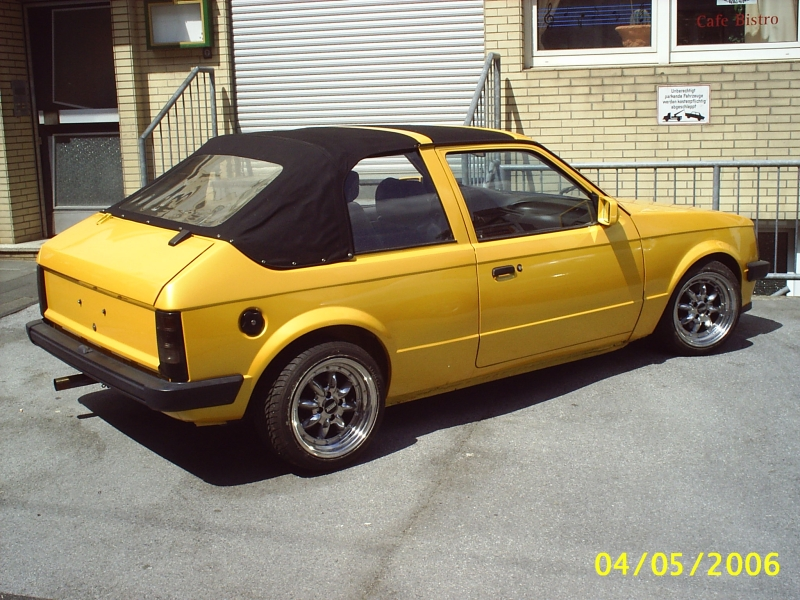
Opel Kadett Aero

L'Opel Kadett D a également été transformée en cabriolet par des ateliers de carrosserie plus petits. Le cabriolet le plus fréquemment construit provient de la société Bieber, basée à Borken et qui n'existe plus. Un kit complet à monter soi-même pouvait être acheté. Moyennant un supplément, la société Bieber s'occupait également de la conversion de la coque. Le kit de conversion avec capote coûtait 3 450 Deutsche Mark. Un supplément de 500 Deutsche Mark devait être payé pour la conversion de base. De 1985 à 1992, environ 260 Kadett D ont été converties.
La société Baumgärtner fabriquait également des Opel Kadett D cabriolet, bien que beaucoup moins fréquemment. Différentes sources nomment 9 à 14 véhicules. Contrairement au Bieber Cabrio, qui avait un toit pliable, la solution supérieure de Baumgärtner était encombrante et plutôt provisoire, mais en aucun cas vraiment adaptée à un usage quotidien. Après avoir fixé les supports, la verrière devait être montée très laborieusement. La conversion, par ailleurs de haute qualité avec de nombreux renforts et raidisseurs différents, faisait non seulement augmenter le poids mais aussi le prix. Une rénovation complète par Baumgärtner pouvait facilement coûter entre 8 000 et 10 000 Deutsche Mark, voire bien plus en cas de demandes particulières. Malgré ses lignes belles et élégantes (sans capote), le véhicule ou la conversion en cabriolet se vendaient à peine en raison des prix élevés et des aptitudes limitées à un usage quotidien (avec capote).
La Kadett D Aero, qu'un concessionnaire Opel de Mayen a commandée à l'atelier de carrosserie Welsch, également basé à Mayen, est également très rare. Elle était destinée à s'appuyer sur le succès de la Kadett C Aero, mais n'a été vendue que neuf fois. Les coûts de conversion étaient de 8 500 Deutsche Mark, un véhicule complet coûtant plus de 20 000 Deutsche Mark. Au total, neuf véhicules ont été construits, initialement cinq, puis quatre autres.